# Nils Olof Henriksson
Nils Olof Henriksson (* 31. Juli 1928 in Porvoo; † 26. Mai 2023 ebenda) war ein finnischer Radrennfahrer und nationaler Meister im Radsport.

## Sportliche Laufbahn
Henriksson war Teilnehmer der Olympischen Sommerspiele 1952 in Helsinki. Er startete in den Wettbewerben im Bahnradsport. Er bestritt mit Paul Nyman, Urho Sirén und Aimo Jokinen die Mannschaftsverfolgung.
1951, 1952 und 1954 siegte er im Etappenrennen Tammisaaren ajot. 1952 gewann er die nationale Meisterschaft im Straßenrennen vor Paul Nyman. 1949 wurde er Zweiter der Meisterschaft, 1953 wurde er Vize-Meister hinter Anders Ruben Forsblom. 1954 wurde er Dritter im Meisterschaftsrennen. 1952 wurde er Vize-Meister im Mannschaftszeitfahren, im Einzelzeitfahren und in der Einerverfolgung auf der Bahn. Er startete für den Verein Porvoon Akilles.